# Quello che fa male
Quello che fa male è un singolo del cantautore e rapper italiano LDA, pubblicato l'11 ottobre 2021.

## Descrizione
Il brano, scritto dallo stesso cantautore con Alessandro Caiazza, è prodotto da Davide Simonetta, in arte d.whale. Il 29 luglio 2022 è stata pubblicata la versione in spagnolo del brano dal titolo Lo que mas nos duele.

## Promozione
Il brano è stato presentato in anteprima nel corso della ventunesima edizione del talent show Amici di Maria De Filippi.

## Tracce
Testi e musiche di Luca D'Alessio e Alessandro Caiazza.
1. Quello che fa male – 2:30

## Classifiche
| Classifica (2021) | Posizione massima |
| ----------------- | ----------------- |
| Italia            | 14                |